# Teopompo (re di Sparta)
(Plutarco, Vita di Licurgo, 30, 3, traduzione di Carlo Carena, Mondadori 1984)
Teopompo (in greco antico: Θεόπομπος?, Theòpompos; Sparta, VIII secolo a.C. – 675 a.C. circa) è stato un re di Sparta della dinastia Euripontide.

## Biografia
Succeduto al padre Nicandro, Teopompo condusse gli Spartani al successo nella prima guerra messenica, verso la fine dell'VIII secolo a.C.: una vittoria celebrata anche dal poeta Tirteo.
Aristotele sostiene che sia stato Teopompo ad istituire l'eforato al tempo della prima guerra messenica. Questa tradizione è confermata da Plutarco, che ricorda anche un aneddoto al riguardo: quando la moglie del re lo rimproverò per aver sminuito i poteri dei re in favore dei cinque efori, che da quel momento in poi avrebbero affiancato i sovrani nel governo di Sparta, Teopompo rispose che in quel modo avrebbe reso la diarchia più duratura, perché meno assoluta e quindi meno invisa alla cittadinanza.
Lo storico di Cheronea ricorda anche che l'istituzione dell'eforato fu motivato dal fatto che le guerre messeniche impegnavano entrambi i re così attivamente che i sovrani ebbero bisogno di alcuni assistenti per l'amministrazione ordinaria della città.
Sempre secondo la testimonianza di Plutarco, fu Teompompo, assieme al collega Polidoro, a modificare la legislazione di Licurgo, istituendo una procedura secondo la quale se, durante l'approvazione di una legge da parte dell'Apella, l'assemblea avesse proposto delle modifiche alla legge stessa, i re e la Gherusia avrebbero avuto facoltà di sciogliere l'assemblea, per evitare che la proposta legislativa venisse snaturata dalla volontà popolare.
Morì nel 675 a.C. circa. Secondo Erodoto il suo successore fu il figlio Anassandrida I, mentre secondo Pausania, dopo la morte di Teopompo il trono euripontide passò direttamente al nipote Zeussidamo.